# Município de Norwich (condado de Franklin, Ohio)
O município de Norwich (em inglês: Norwich Township) é um município localizado no condado de Franklin no estado estadounidense de Ohio. No ano de 2010 tinha uma população de 31.807 habitantes e uma densidade populacional de 856,82 pessoas por km².

## Geografia
O município de Norwich encontra-se localizado nas coordenadas 40° 02′ 02″ N, 83° 08′ 34″ O. Segundo a Departamento do Censo dos Estados Unidos, o município tem uma superfície total de 37.12 km², da qual 36.68 km² correspondem a terra firme e (1.18%) 0.44 km² é água.

## Demografia
Segundo o censo de 2010, tinha 31.807 habitantes residindo no município de Norwich. A densidade populacional era de 856,82 hab./km². Dos 31.807 habitantes, o município de Norwich estava composto pelo 89.71% brancos, o 2.68% eram afroamericanos, o 0.15% eram amerindios, o 4.78% eram asiáticos, o 0.03% eram insulares do Pacífico, o 0.78% eram de outras raças e o 1.87% pertenciam a dois ou mais raças. Do total da população o 2.25% eram hispanos ou latinos de qualquer raça.